# Eslavonia Oriental, Baranya y Sirmia Occidental
Eslavonia Oriental, Baranya y Syrmia Occidental (en serbocroata: Источна Славонија, Барања и Западни Срем/Istočna Slavonija, Baranja i Zapadni Srem) fue una autoproclamada entidad política de los serbios del este de Croacia, y establecida durante las guerras yugoslavas. Fue una de las tres regiones autónomas serbias, proclamada en territorio de la República Socialista de Croacia. La región incluía parte de las regiones geográficas de Eslavonia, Baranya y Sirmia.

## Historia

Bandera en uso después del año 1995

La entidad se formó el 25 de junio de 1991, el mismo día en que la República Socialista de Croacia decidió retirarse de Yugoslavia, después del referéndum sobre la independencia de Croacia de 1991. En la primera fase de la Guerra de la Independencia de Croacia, en 1992 la región se unió a la separatista República Serbia de Krajina (RSK). Fue la última parte de la RSK en reintegrarse en Croacia, y la única que se transformó por medios pacíficos, cuando la misión de la UNTAES fue completada en el año 1998.
La "Región autónoma Serbia (SAO) de Eslavonia Oriental, Baranja y Sirmia occidental" (en serbocroata: Српска аутономна област Источна Славонија, Барања и Западни Срем/Srpska autonomna oblast Istočna Slavonija, Baranja i Zapadni Srem) o SAO de Eslavonia Oriental, Baranja y Sirmia occidental (en serbocroata: Источна Славонија, Барања и Западни Срем/SAO Istočna Slavonija, Baranja i Zapadni Srem occidental) fue instituida el 25 de junio de 1991 y el 26 de junio por su presidente, Goran Hadzic, declarado  como el líder de la región y primer mandatario. Al igual que la Región de Krajina, fue gobernada por el Consejo Nacional Serbio, el cual fue el único representativo de la autonomía serbia en Eslavonia Oriental, Baranja y Sirmia occidental.
Inicialmente, era una región autónoma serbia separada (óblast), pero posteriormente se unió a la República Serbia de Krajina (RSK) en febrero del año 1992. Sus primeras fronteras se establecieron sobre la base de las líneas obtenidas tras las operaciones militares croatas de la primera fase en la Guerra de la Independencia de Croacia. Hasta agosto del año 1995, Eslavonia Oriental, Baranja y Sirmia occidental, era parte de facto de la República de Krajina Serbia mientras que, por derecho, seguía siendo una parte de Croacia, por la Resolución 753 del Consejo de Seguridad de las Naciones Unidas. La región no tenía su propia administración regional local en el conjunto de la RSK. En junio del año 1995, la República Serbia de Krajina aprobó la decisión de unirse a la República de Serbia, pero Eslavonia Oriental, Baranja y Sirmia occidental rehusaron el aceptar dicha proposición, más bien debido a la unificación con Vojvodina. Fue supervisada por la UNPROFOR entre los años 1992 y 1995, y por la ONURC entre los años 1995 y 1996.
Después de que la parte principal de la República Serbia de Krajina fuese capturada por las fuerzas militares croatas en agosto del año 1995; Eslavonia Oriental, Baranja y Syrmia occidental se convirtieron de facto en territorio autónomo. Para noviembre del año 1995, los líderes locales serbios firmaron el Acuerdo de Erdut, que predecía la integración de esta región en una futura Croacia. Más tarde, esta zona pasó a estar bajo la Administración de las Naciones Unidas en virtud del misión pacificadora de la UNTAES en el año 1996, a lo que  posteriormente se iría integrando a Croacia en el año 1998, ya sin el ánimo caldeado del conflicto. Llamada a veces el "Danubio de Krajina" (en serbio: Podunavska Krajina) por los serbios de Croacia o El Danubio de Croacia en croata: Hrvatsko Podunavlje) por los croatas, el nombre formal entre 1995 y 1998 fue de Región de Sirmia-Baranja (en serbocroata: Sremsko-baranjska oblast, "Óblast de Srijemsko-baranjska"). A veces, se abreviaba su nombre por el de Eslavonia Oriental (en serbocroata: Istočna Slavonija), el cual también fue utilizado como una designación para esta región.

### Hechos posteriores a la finalización de la reintegración

El Presidente Goran Hadžić.

Al término de su reintegración en el territorio la ex Eslavonia Oriental, Baranja y Sirmia occidental se estableció una unidad llamada Concejo Municipal Mixto como resultado del Acuerdo de Erdut. Sin embargo, esta unidad no pudo ser legalmente vinculada como sucesora de Eslavonia Oriental, Baranja y Syrmia occidental, sino como una nueva institución jurídica. En la antigua capital de Vukovar, en el año 1998, se abrió el  Consulado General de la República Serbia. El área fue establecida continuando trabajando un gran número de Instituciones Minoritarias de Serbia como Eparquía de Osjecko y campo de Baranja, Radio Borovo, Asociación para el idioma serbio y la literatura en la República de Croacia, Partido Independiente Democrático Serbio. En la actualidad, Croacia y Serbia solucionaron sus disputas fronterizas abiertas en esta zona alrededor de dos islas en el Danubio: la Isla de Vukovar y la Isla de Sarengrad con un acuerdo pedido por intermediación de la UE, para garantizar la adhesión tantro de Croacia como de Serbia en un futuro próximo.

## Geografía
El territorio de la ex Eslavonia Oriental, Baranja y Syrmia occidental era parte de la Llanura Panónica, en Europa Central. La frontera oriental de la región estaba delimitada principalmente por el río Danubio, mientras que, aproximadamente, un tercio de la frontera occidental estaba delimitada por el río Drava. El Parque natural Kopački Rit, reserva natural situado cerca de la confluencia de los ríos Drava y Danubio, formaron una barrera geográfica importante - no hubía comunicación por carretera o por ferrocarril entre Baranja y la parte sur del territorio, excepto a través de Serbia.
Otros límites no eran fronteras naturales: la frontera con Hungría, en el norte, había existido desde el Reino de los Serbios, Croatas y Eslovenos, la frontera oriental con la República Federal de Yugoslavia en parte, existe desde el Reino de Eslavonia (en el Danubio) y fue creado en parte con la formación de la República Federal de Yugoslavia, mientras que la frontera con el resto de Croacia en el oeste y el sur se formó después de que los frentes se resolvieron en la primera fase de la Guerra de Croacia.
Eslavonia Oriental es una zona plana en su mayoría, con el mejor tipo de suelo donde la agricultura está muy desarrollada, sobre todo campos de trigo, y también tiene varios bosques, así como viñedos. Los yacimientos petrolíferos de Djeletovci se encuentran entre las localidades de Đeletovci, Šidski Banovci y en Nijemci.
El tránsito en por la Autopista de la Hermandad y Unidad (hoy en día la A3) fue interrumpido con la formación de la ESBWS. El transporte de agua del río Danubio continúo sin obstrucciones. El río Drava no era navegable en ese momento. La línea de ferrocarril entre Zagreb y Belgrado y el transporte entre Budapest y Sarajevo que circulaba por la zona también fueron cerrados.

## Población
La población de esa zona era étnicamente mixta. Antes de la guerra la población total del área se estimaba en 192.163 habitantes, y se componía de:
- 90,454 (47%) Croatas
- 61,492 (32%) Serbios y
- 40,217 (21%) otros (Húngaros, Romanís, Yugoslavos, Alemanes, Rutenos, Eslovacos, etc).

Durante la  Guerra en Croacia 1991-1995, 109.500 serbios vivían en esta área, de un total de 160.000 habitantes.

## Municipios y lugares habitados
Durante la existencia de la República Serbia de Krajina, la región fue dividida en cinco municipios:
- Beli Manastir (en la región de Baranja),
- Dalj y Tenja (en el este de Eslavonia), y
- Vukovar y Mirkovci (en el oeste de Syrmia).

Las ciudades principales de la zona fueron Vukovar y Beli Manastir. Otros Lugares Importantes incluían a Borovo, Darda, Dalj, Tenja e Ilok.